# Acanthiza cinerea
Az Acanthiza cinerea a madarak osztályának verébalakúak (Passeriformes) rendjébe, az ausztrálposzáta-félék (Acanthizidae) családjába tartozó  faj.

## Rendszerezése
A fajt Tommaso Salvadori olasz ornitológus írta le 1876-ban, a Gerygone nembe Gerygone cinerea néven. Besorolása vitatott, egyes szervezetek jelenleg is ide sorolják.

## Előfordulása
Új-Guinea szigetén, Indonézia és Pápua Új-Guinea területén honos. Természetes élőhelyei a szubtrópusi és trópusi hegyi esőerdők. Állandó, nem vonuló faj.

## Megjelenése
Testhossza 9 centiméter.

## Természetvédelmi helyzete
Az elterjedési területe nagyon nagy, egyedszáma pedig stabil. A Természetvédelmi Világszövetség Vörös listáján nem fenyegetett fajként szerepel.